# Classic Pizza
Classic Pizza Restaurant er en finskbaseret pizzeriakæde, som specialiserer sig i fremstilling af pizzaer i gourmetklassen.
Kædens første pizzeria åbnede i feriebyen Hanko i 1996, og har siden spredt sig til det meste af Finland. I september 2017 åbnede ejerfamilien Toivanen den første restaurant udenfor hjemlandet, da de åbnede i Aarhus. I løbet af 2018 er der planlagt åbning af yderlige fire restauranter i Danmark, samt etablering af kæden i Sverige. Inden 2021 er planen at have 50 restauranter, og femdoble omsætningen til over 500 mio. kr.